# Leptanilla swani
Leptanilla swani is een mierensoort uit de onderfamilie van de Leptanillinae. De wetenschappelijke naam van de soort is voor het eerst geldig gepubliceerd in 1932 door Wheeler, W.M..